# 利駿集團香港
利駿集團（香港）有限公司，簡稱利駿集團香港（英語：AL GROUP LIMITED，港交所：8360），在1999年，由主席邱仲平和施潔於香港（總部）成立「Allen Legend Design Limited」（「利駿設計有限公司」前身）。
業務在香港經營規劃、設計、裝修及項目管理室內設計行業。
股份則在2016年7月12日於港交所創業板上市。配售價格為0.52港元，配售股份數目1.2億股，集資額為5000萬港元。

2020年11月2日，利駿集團達成協議收購永悅創投的40%股權，而永悅創投有限公司持有MF Living Limited的六成股權，MF Living Limited主要業務為於尖沙咀的一家零售店從事口罩的銷售，主要供應商為香港製造的品牌，收購事項完成後永悅創投將成為公司的聯營公司。

## 外部連結
- al-grp.com （页面存档备份，存于）